# Championnats du monde juniors d'athlétisme 2012
Navigation
Édition précédente Édition suivante
Les 14es Championnats du monde juniors d'athlétisme 2012 (en anglais 14th IAAF World Junior Championships) se déroulent à Barcelone (Espagne) du  10 au 15 juillet 2012, au sein du Stade olympique.
La compétition est marquée par le record du monde junior établi par le Qatarien Ashraf Amgad el-Seify au lancer du marteau qui améliore de près de deux mètres l'ancienne meilleure marque mondiale avec un essai à 85,57 m. Douze records des championnats, 10 records continentaux, 30 meilleures performances mondiales de l'année et 86 records nationaux sont établis lors de ces championnats du monde.
Les États-Unis dominent les épreuves en remportant 20 médailles, dont neuf d'or, dont les quatre relais, devant le Kenya (13 médailles) et l’Éthiopie (7 médailles).

## Résultats

### Hommes
| Épreuves                  | Or                                                                                  | Argent                                                                            | Bronze                                                                                     |
| ------------------------- | ----------------------------------------------------------------------------------- | --------------------------------------------------------------------------------- | ------------------------------------------------------------------------------------------ |
| 100 m                     | Adam Gemili 10 s 05 (CR)                                                            | Aaron Ernest 10 s 17 (PB)                                                         | Odean Skeen 10 s 28 (PB)                                                                   |
| 200 m                     | Delanno Williams 20 s 48 (NJ)                                                       | Aaron Ernest 20 s 53 (PB)                                                         | Tyreek Hill 20 s 54 (PB)                                                                   |
| 400 m                     | Arman Hall 45 s 39 (PB)                                                             | Steven Solomon (PB) Aldrich Bailey 45 s 52                                        | Non-décernée                                                                               |
| 800 m                     | Nijel Amos 1 min 43 s 79 (CR)                                                       | Timothy Kitum 1 min 44 s 56                                                       | Edwin Melly 1 min 44 s 79 (PB)                                                             |
| 1 500 m                   | Hamza Driouch 3 min 39 s 04                                                         | Hillary Ngetich 3 min 40 s 39 (PB)                                                | Abdelhadi Labâli 3 min 40 s 60                                                             |
| 5 000 m                   | Muktar Edris 13 min 38 s 95                                                         | Abrar Osman Adem 13 min 40 s 52                                                   | Wiliam Sitonik 13 min 40 s 52                                                              |
| 10 000 m                  | Yigrem Demelash 28 min 16 s 07 (PB)                                                 | Philemon Cheboi 28 min 23 s 98 (PB)                                               | Geoffrey Kirui 28 min 30 s 47                                                              |
| 110 m haies 99,0 cm       | Yordan L. O'Farrill 13 s 18 (CR)                                                    | Nicholas Hough 13 s 27 (AJ)                                                       | Wilhem Belocian 13 s 29 (NJ)                                                               |
| 400 m haies               | Eric Futch 50 s 24 (WJL)                                                            | Takahiro Matsumoto 50 s 41 (PB)                                                   | Ibrahim Mohammed Saleh 50 s 47 (PB)                                                        |
| 3 000 m steeple           | Conseslus Kipruto 8 min 6 s 10 (CR)                                                 | Gilbert Kirui 8 min 19 s 94                                                       | Hicham Sigueni 8 min 30 s 14                                                               |
| 10 000 m marche           | Éider Arévalo 40 min 09 s 74 (WJL)                                                  | Su Guanyu 40 min 16 s 87 (PB)                                                     | Takumi Saitō 40 min 19 s 10 (NR)                                                           |
| 4 × 100 m                 | États-Unis Tyreek Hill Aldrich Bailey Arthur Delaney Aaron Ernest 38 s 67 (WJL)     | Jamaïque Tyquendo Tracey Odean Skeen Jevaughn Minzie Jazeel Murphy 38 s 97 (NJ)   | Japon Kazuma Ōseto Akiyuki Hashimoto Aska Cambridge Kazuki Kanamori 39 s 02                |
| 4 × 400 m                 | États-Unis Quincy Downing Aldrich Bailey Chidi Okezie Arman Hall 3 min 3 s 99 (WJL) | Pologne Karol Zalewski Rafał Smoleń Piotr Kuśnierz Patryk Dobek 3 min 5 s 05 (NJ) | Trinité-et-Tobago Asa Guevara Jereem Richards Brandon Benjamin Machel Cedenio 3 min 6 s 32 |
| Saut en hauteur           | Andrei Churyla 2,24 m                                                               | Falk Wendrich 2,24 m (PB)                                                         | Ryan Ingraham 2,24 m                                                                       |
| Triple saut               | Pedro Pablo Pichardo 16,79 m (WJL)                                                  | Artem Primak 16,60 m                                                              | Latario Collie-Minns 16,37 m                                                               |
| Saut en longueur          | Sergey Morgunov 8,09 m                                                              | Andreas Trajkovski 7,82 m (NJ)                                                    | Jarrion Lawson 7,64 m                                                                      |
| Saut à la perche          | Thiago Braz da Silva 5,55 m (NJ)                                                    | Ivan Horvat 5,55 m                                                                | Shawnacy Barber 5,55 m (NJ)                                                                |
| Lancer du poids 6 kg      | Jacko Gill 22,20 m (CR)                                                             | Krzysztof Brzozowski 21,78 m (NJ)                                                 | Damien Birkinhead 21,14 m (NJ)                                                             |
| Lancer du disque 1,750 kg | Fedrick Dacres 62,80 m (PB)                                                         | Wojciech Praczyk 62,75 m                                                          | Gerhard de Beer 61,57 m                                                                    |
| Lancer du marteau 6 kg    | Ashraf Amgad el-Seify 85,57 m (WJ)                                                  | Bence Pásztor 76,74 m                                                             | Suhrob Khodjaev 76,16 m (PB)                                                               |
| Lancer du javelot         | Keshorn Walcott 78,64 m                                                             | Braian Toledo 77,09 m                                                             | Morné Moolman 76,29 m (PB)                                                                 |
| Décathlon junior          | Gunnar Nixon 8 018 points (WJL)                                                     | Jake Stein 7 951 points (AB)                                                      | Tim Dekker 7 815 points (PB)                                                               |

### Femmes
| Épreuves          | Or                                                                                       | Argent                                                                                        | Bronze                                                                                     |
| ----------------- | ---------------------------------------------------------------------------------------- | --------------------------------------------------------------------------------------------- | ------------------------------------------------------------------------------------------ |
| 100 m             | Anthonique Strachan 11 s 20 (WJL)                                                        | Nimet Karakuş 11 s 36                                                                         | Tamiris de Liz 11 s 45                                                                     |
| 200 m             | Anthonique Strachan 22 s 53 (CR)                                                         | Olivia Ekponé 23 s 15 (PB)                                                                    | Dezerea Bryant 23 s 15                                                                     |
| 400 m             | Ashley Spencer 50 s 50 (CR)                                                              | Kadecia Baird 51 s 04 (AJ)                                                                    | Erika Rucker 51 s 10 (PB)                                                                  |
| 800 m             | Ajee Wilson 2 min 00 s 91 (PB)                                                           | Jessica Judd 2 min 00 s 96 (PB)                                                               | Manal El Bahraoui 2 min 03 s 09                                                            |
| 1 500 m           | Faith Kipyegon 4 min 04 s 96 (CR)                                                        | Amela Terzić 4 min 07 s 59 (NJ)                                                               | Senbere Teferi 4 min 08 s 28 (PB)                                                          |
| 3 000 m           | Mercy Chebwogen 9 min 08 s 88 (PB)                                                       | Hiwot Gebrekidan 9 min 09 s 27 (PB)                                                           | Emelia Gorecka 9 min 09 s 43 (PB)                                                          |
| 5 000 m           | Buze Diriba 15 min 32 s 94                                                               | Ruti Aga 15 min 32 s 95 (PB)                                                                  | Agnes Tirop 15 min 36 s 74 (PB)                                                            |
| 100 m haies       | Morgan Snow 13 s 38                                                                      | Noemi Zbären 13 s 42                                                                          | Ekaterina Bleskina 13 s 43                                                                 |
| 400 m haies       | Janieve Russell 56 s 62 (WJL)                                                            | Aurélie Chaboudez 57 s 14 (NJ)                                                                | Kaila Barber 57 s 63                                                                       |
| 3 000 m steeple   | Daisy Jepkemei 9 min 47 s 22 (WJL)                                                       | Tejinesh Gebisa 9 min 50 s 51 (PB)                                                            | Stella Jepkosgei Rutto 9 min 50 s 58 (PB)                                                  |
| 4 × 100 m         | États-Unis Morgan Snow Dezerea Bryant Jennifer Madu Shayla Sanders 43 s 89 (WJL)         | Allemagne Alexandra Burghardt Ida Mayer Katharina Grompe Jessie Maduka 44 s 24 (SB)           | Brésil Camila de Souza Tamiris de Liz Nathalia da Rosa Jessica Dos Reis 44 s 29 (SB)       |
| 4 × 400 m         | États-Unis Erika Rucker Olivia Ekponé Kendall Baisden Ashley Spencer 3 min 30 s 01 (WJL) | Jamaïque Sandrae Farquharson Olivia James Shericka Jackson Janieve Russell 3 min 32 s 97 (SB) | Russie Yana Glotova Alina Galitskaya Yuliya Koltachikhina Ekaterina Renzhina 3 min 36 s 42 |
| 10 000 m marche   | Ekaterina Medvedeva 45 min 41 s 74                                                       | Nadezhda Leontyeva 45 min 43 s 64 (PB)                                                        | Sandra Arenas 45 min 44 s 46                                                               |
| Saut en longueur  | Katarina Johnson-Thompson 6,81 m (v.f.)                                                  | Lena Malkus 6,80 m (v.f.)                                                                     | Jazmin Sawyers 6,67 m (WJL)                                                                |
| Saut en hauteur   | Alessia Trost 1,91 m                                                                     | Lissa Labiche 1,88 m (NJ)                                                                     | Maria Kuchina 1,88 m                                                                       |
| Triple saut       | Ana Peleteiro 14,17 m (WJL)                                                              | Dovilė Dzindzaletaitė 14,17 m (WJL)                                                           | Liuba M. Zaldívar 13,90 m                                                                  |
| Saut à la perche  | Angelica Bengtsson 4,50 m (CR)                                                           | Liz Parnov 4,30 m                                                                             | Roberta Bruni 4,20 m                                                                       |
| Lancer du poids   | Shanice Craft 17,15 m (WJL)                                                              | Gao Yang 16,57 m                                                                              | Bian Ka 16,48 m                                                                            |
| Lancer du disque  | Anna Rüh 62,38 m                                                                         | Shanice Craft 60,42 m                                                                         | Shelbi Vaughan 60,07 m                                                                     |
| Lancer du javelot | Sofi Flinck 61,40 m (WJL)                                                                | Liu Shiying 59,20 m (PB)                                                                      | Marija Vučenoviċ 57,12 m (PB)                                                              |
| Lancer du marteau | Alexandra Tavernier 70,62 m (CR)                                                         | Alexia Sedykh 67,34 m                                                                         | Alena Navahrodskaya 67,13 m (PB)                                                           |
| Heptathlon        | Yorgelis Rodríguez 5 966 points                                                          | Xénia Krizsán 5 957 points (PB)                                                               | Tamara de Sousa 5 900 points (AJ)                                                          |

## Tableau des médailles
| Rang | Nation                  | Or | Argent | Bronze | Total |
| ---- | ----------------------- | -- | ------ | ------ | ----- |
| 1    | États-Unis              | 9  | 4      | 7      | 20    |
| 2    | Kenya                   | 4  | 4      | 5      | 13    |
| 3    | Éthiopie                | 3  | 3      | 1      | 7     |
| 4    | Cuba                    | 3  | -      | 1      | 4     |
| 5    | Allemagne               | 2  | 4      | -      | 6     |
| 6    | Russie                  | 2  | 3      | 3      | 8     |
| 7    | Jamaïque                | 2  | 2      | 1      | 5     |
| 8    | Royaume-Uni             | 2  | 1      | 2      | 5     |
| 9    | Bahamas                 | 2  | -      | 2      | 4     |
| 10   | Qatar                   | 2  | -      | -      | 2     |
| 10   | Suède                   | 2  | -      | -      | 2     |
| 12   | France                  | 1  | 2      | 1      | 4     |
| 13   | Brésil                  | 1  | -      | 3      | 4     |
| 14   | Biélorussie             | 1  | -      | 1      | 2     |
| 14   | Colombie                | 1  | -      | 1      | 2     |
| 14   | Italie                  | 1  | -      | 1      | 2     |
| 14   | Trinité-et-Tobago       | 1  | -      | 1      | 2     |
| 18   | Botswana                | 1  | -      | -      | 1     |
| 18   | République dominicaine  | 1  | -      | -      | 1     |
| 18   | Nouvelle-Zélande        | 1  | -      | -      | 1     |
| 18   | Espagne                 | 1  | -      | -      | 1     |
| 18   | Îles Turques-et-Caïques | 1  | -      | -      | 1     |
| 23   | Australie               | -  | 3      | 2      | 5     |
| 24   | Pologne                 | -  | 3      | -      | 3     |
| 25   | Chine                   | -  | 2      | 2      | 4     |
| 26   | Hongrie                 | -  | 2      | -      | 2     |
| 27   | Japon                   | -  | 1      | 1      | 2     |
| 27   | Serbie                  | -  | 1      | 1      | 2     |
| 29   | Argentine               | -  | 1      | -      | 1     |
| 29   | Croatie                 | -  | 1      | -      | 1     |
| 29   | Danemark                | -  | 1      | -      | 1     |
| 29   | Érythrée                | -  | 1      | -      | 1     |
| 29   | Guyana                  | -  | 1      | -      | 1     |
| 29   | Lituanie                | -  | 1      | -      | 1     |
| 29   | Seychelles              | -  | 1      | -      | 1     |
| 29   | Suisse                  | -  | 1      | -      | 1     |
| 29   | Turquie                 | -  | 1      | -      | 1     |
| 38   | Maroc                   | -  | -      | 3      | 3     |
| 39   | Afrique du Sud          | -  | -      | 2      | 2     |
| 40   | Canada                  | -  | -      | 1      | 1     |
| 40   | Pays-Bas                | -  | -      | 1      | 1     |
| 40   | Arabie saoudite         | -  | -      | 1      | 1     |
| 40   | Ouzbékistan             | -  | -      | 1      | 1     |
|      | Total                   | 44 | 44     | 45     | 133   |